# Canadiens de Montréal

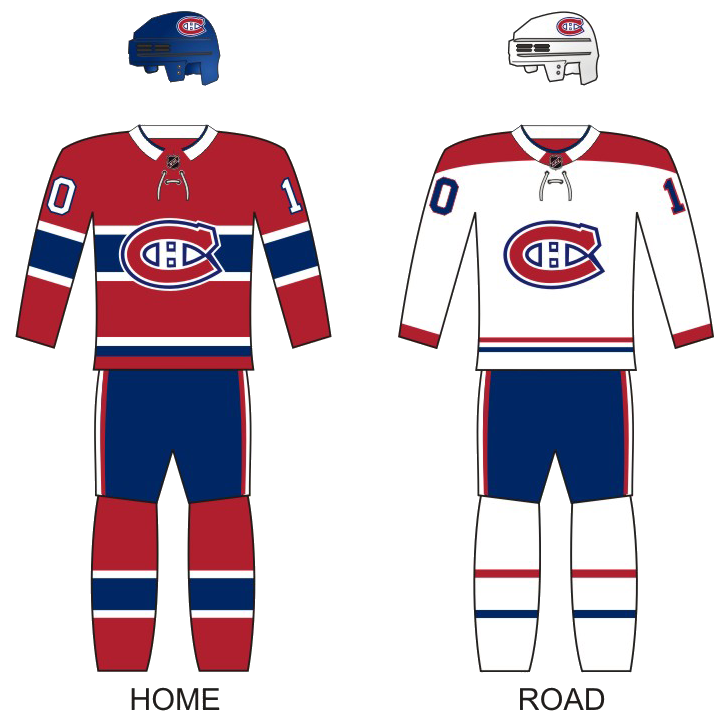
Uniforms

Die Canadiens de Montréal (IPA: [ka.na.djɛ̃ də mɔ̃ʁeˈal]; englisch Montreal Canadiens, IPA: [ˌmʌntɚiˈɒ:l kəˈneɪdiənz]; offiziell Le Club de Hockey Canadien) sind ein kanadisches Eishockeyfranchise der National Hockey League aus Montreal in der Provinz Québec. Es wurde am 4. Dezember 1909 gegründet und gehört, neben den Montreal Wanderers, Ottawa Senators und Quebec Bulldogs, zu den Gründungsmitgliedern der Liga. Zudem sind sie eines der sogenannten Original-Six-Teams. Die Teamfarben sind Rot, Weiß und Blau. Aufgrund ihrer Herkunft ist die Mannschaft auch als „Habs“ oder „Les Canadiens“ bekannt.
Die Canadiens tragen ihre Heimspiele im Centre Bell aus und sind mit insgesamt 24 Stanley-Cup-Siegen das erfolgreichste Franchise der NHL-Geschichte sowie eines der erfolgreichsten Nordamerikas. Einen dieser Triumphe feierten sie als Mitglied der National Hockey Association und somit vor der Gründung der NHL. Seine erfolgreichste Zeit hatte das Team zwischen 1952 und 1979, als mit zahlreichen späteren Mitgliedern der Hockey Hall of Fame ein Großteil der Titel gewonnen wurde.

## Geschichte

### Die Malone-Vezina-Ära (1909 bis 1923)
Der Besitzer der Renfrew Creamery Kings, John Ambrose O’Brien, kam 1909 nach Montreal, um für sein Team sowie die Cobalt Silver Kings und den Haileybury Hockey Club, mit denen Renfrew in einer Liga spielte, die Teilnahme an der Canadian Hockey Association (CHA) zu beantragen. Die Verantwortlichen lehnten dies ab und so kam es zu einem Kontakt mit Jimmy Gardner, dem Besitzer der Montreal Wanderers. Auch den Wanderers hatte man die Teilnahme verweigert und so überlegten O’Brien und Gardner, eine eigene Liga zu gründen. Um in Montreal einen Konkurrenten für die Wanderers in der Liga zu haben, sollte der finanzstarke O’Brien ein Team für den französischsprachigen Teil der Bürger Montreals gründen. O’Brien, der hierzu nicht die nötigen Kontakte in Montreal hatte, wurde überzeugt, dass er nur Jack Laviolette verpflichten musste und dieser würde sich um alle erforderlichen sportlichen Belange kümmern. O’Brien willigte ein, auch wenn er das neue Team, die Canadiens, so bald wie möglich weitergeben wollte.

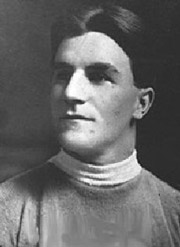
Jack Laviolette war erster Trainer und General Manager der Canadiens

Laviolette, der als Spielertrainer und General Manager fungierte, war auf dem Eis der Rückhalt der Verteidigung des neuen Teams. Für den Angriff hatte er mit Newsy Lalonde und Didier „Cannonball“ Pitre starke Spieler für das Team gewinnen können. Mit der National Hockey Association (NHA) startete eine Konkurrenzliga zur CHA. Wenige Wochen nach dem Start in die Saison 1909/10 traten einige Teams der CHA in die NHA über und die CHA wurde aufgelöst.
Am 5. Januar spielten sie ihr erstes Spiel und trafen dabei auf die Cobalt Silver Kings in der heimischen Jubilee Arena und gewannen mit 7-6.
Im Jahr darauf wurde das Team an George Kennedy verkauft. Er änderte die Teamfarbe von blau in rot.
1914 spielten die Canadiens als Mitglied der NHA zum ersten Mal in ihren berühmten roten Trikots mit dem blauen Brustring. Auf dem Brustring prangte ein rotes „C“, wie es heute noch der Fall ist. Der einzige Unterschied war, dass im „C“ damals ein „A“ stand statt des heutigen „H“.
In der Saison 1915/16 gewannen sie zum ersten Mal den Stanley Cup, als sie die Portland Rosebuds im Finale schlugen. Im Jahr darauf zogen sie erneut ins Finale ein, wo sie jedoch den Seattle Metropolitans unterlagen.
1917 war auf den Trikots der Spieler erstmals das heutige Wappen der Canadiens zu sehen und im selben Jahr stiegen sie sowie vier weitere Teams aus der NHA aus und gründeten die NHL. Grund dafür war ein langjähriger Streit mit dem Besitzer der Toronto Blueshirts Edward J. Livingstone. Canadiens-Besitzer Kennedy und seine Mitstreiter bildeten zwar eine Allianz, die gereicht hätte, um Livingstone aus der NHA auszuschließen, doch dies hätte ein langes Nachspiel vor Gericht zur Folge gehabt. So entschied man sich, eine neue Liga zu gründen und Livingstone alleine in der NHA zu lassen. Kennedy war die vorantreibende Kraft in der jungen NHL. So gab er Tommy Gorman das Geld, um die Ottawa Senators zu kaufen, die sich in Schwierigkeiten befanden.

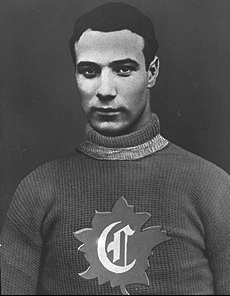
Newsy Lalonde, im Trikot des Club Athletique-Canadien, gehörte schon 1910 zur Mannschaft

Die Canadiens zogen von der Jubilee Arena in die Montreal Arena, kehrten aber an die alte Wirkungsstätte zurück, als die Montréal Arena im Januar 1918 abbrannte. Herausragende Spieler bei den Canadiens waren im ersten Jahr Joe Malone, der 44 Tore schoss, was erst 27 Jahre später wieder geschafft wurde, und Torhüter Georges Vezina, dem der erste Shutout der NHL-Geschichte am 18. Februar 1918 gelang. Am Ende der regulären Saison lagen die Canadiens zusammen mit den Toronto Arenas auf Platz eins der Tabelle. In den Playoffs scheiterten dann aber die Canadiens an den Arenas. Es sollte die erste von vielen Playoff-Serien zwischen ihnen und den Arenas, die sich später in Toronto Maple Leafs umbenannten, gewesen sein.
1919 erreichten sie als Vertreter der NHL das Finale um den Stanley Cup, damals noch zwischen den zwei besten Teams der NHL und der Pacific Coast Hockey Association (PCHA). Nach fünf Spielen sollte der Gewinner zwischen Seattle und Montréal feststehen, doch beide Mannschaften hatten je zwei Spiele gewonnen und eins endete unentschieden. Zu einem sechsten Spiel kam es nicht, wegen des Ausbruchs der Spanischen Grippe. Bereits im fünften Spiel bestand fast der komplette Kader der Canadiens aus erkrankten Spielern. Teambesitzer Kennedy versuchte Spieler für das sechste Spiel aufzutreiben, doch viele ehemalige Spieler der Canadiens waren in Europa und kämpften im Ersten Weltkrieg. Da nicht genug Spieler zur Verfügung standen, wurde das sechste Spiel abgesagt, da es den Canadiens untersagt wurde, Spieler der Victoria Cougars in den Kader zu nehmen. Eigentlich sollten die Seattle Metropolitans zum Sieger erklärt werden, doch deren Trainer nahm den Sieg nicht an, weshalb das Stanley-Cup-Finale 1919 offiziell ohne Sieger blieb. Montréals Stürmer Joe Hall starb an der Spanischen Grippe fünf Tage nach dem Abbruch der Finalserie.
Neben diesem schmerzhaften Verlust musste das Team auch noch den Weggang von Joe Malone verkraften, der während seiner Zeit in Montréal unter Vertrag bei dem inaktiven Franchise der Québec Bulldogs stand, und als das Team in den Spielbetrieb zurückkehrte, musste Malone zu seiner alten Mannschaft. Außerdem brannte im Sommer 1919 die Jubilee Arena ab und es wurde mit der Mount Royal Arena eine neue gebaut.
Teambesitzer George Kennedy starb 1921 an den Folgen der Spanischen Grippe und seine Witwe verkaufte das Team an Léo Dandurand, Joseph Cattarinich und Louis Letourneau.

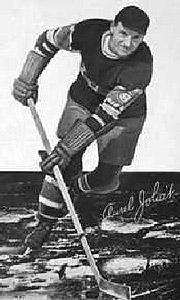
Aurèle Joliat gehörte von 1922 bis 1938 zu den Topscorern

### Howie Morenz und „Rocket“ Richard (1923–1950)
1924 konnten die Canadiens wieder den Stanley Cup gewinnen, mit Spielern, wie Howie Morenz, Aurèle Joliat und Billy Boucher. In einem neu geschaffenen Playoff-Format schlugen sie die Calgary Tigers der Western Canada Hockey League (WCHL) und die Vancouver Maroons der PCHA. Die PCHA stellte daraufhin den Spielbetrieb ein und im Jahr darauf spielten die Canadiens im Finale gegen die Victoria Cougars aus der WCHL, die erfolgreich aus dem Zusammentreffen hervorgingen.
Zu Beginn der Saison 1925/26 kollabierte Torhüter Georges Vezina während eines Spiels. Daraufhin wurde bei ihm eine fortgeschrittene Tuberkulose festgestellt, an der er im März 1926 starb. Die Canadiens belegten in der Saison den letzten Platz. An seine Stelle trat daraufhin George Hainsworth, der damit im Alter von 31 Jahren seine NHL-Karriere begann. Doch er überzeugte absolut und wurde von 1927 bis 1929 mit der zu Ehren von Georges Vezina geschaffenen Vezina Trophy für den Torhüter mit den wenigsten Gegentoren ausgezeichnet.
1926/27 zog das Team in das Montréal Forum, wo sie die kommenden 70 Jahre spielen sollten, da es in der Mount Royal Arena Probleme mit dem Eis gab. Es war zudem die erste Saison, in der der Stanley Cup ausschließlich unter den Teams der NHL ausgespielt wurde.
In der Saison 1929/30 konnten die Canadiens wieder den Stanley Cup gewinnen, als sie die scheinbar übermächtigen Boston Bruins schlugen. 1931 konnten sie nach Siegen über die Bruins, die Ottawa Senators und die Chicago Blackhawks ihren vierten Stanley-Cup-Triumph feiern.
Zu Beginn der 1930er Jahre schwächelten die Superstars der Canadiens und Howie Morenz wurde, nachdem er über zu große Erwartungen von Seiten der Fans geklagt hatte, zu den Chicago Blackhawks transferiert. Den Tiefpunkt erreichte das Team 1935/36, mit dem schlechtesten Saisonergebnis in der Geschichte des Franchise. Die NHL gab daraufhin für die folgenden zwei Jahre den Canadiens die Rechte an allen französischen Kanadiern und auch Howie Morenz kehrte ins Team zurück. Das Team erholte sich sofort von der Talfahrt und beendete die Reguläre Saison auf Platz zwei. Doch die Saison wurde von einer Tragödie erschüttert, als Howie Morenz am 8. März 1937 starb. Am 28. Januar hatte er sich in einem Spiel einen mehrfachen Beinbruch zugezogen. Im gebrochenen Bein entwickelte sich eine Thrombose, die schließlich zu einem Schlaganfall führte.
Daraufhin kamen wieder schwächere Jahre für die Canadiens und im Frühjahr 1940 kamen Gespräche auf, dass das Franchise möglicherweise aufgelöst wird. Mit dem Besitzer der Toronto Maple Leafs Conn Smythe war es dann eine in Montréal eher unbeliebte Person, die den Canadiens half. Viele Teams mussten wegen der schlechten Wirtschaft aufgelöst werden und viele machten sich Sorgen, dass die Liga die Auflösung der traditionsreichsten Teams nicht überstehen würde. Smythe übernahm 1940 die Canadian Arena Company, die fünf Jahre zuvor die Canadiens gekauft hatte und verpflichtete für die Mannschaft Trainer Dick Irvin, der die Maple Leafs sehr erfolgreich trainiert hatte.

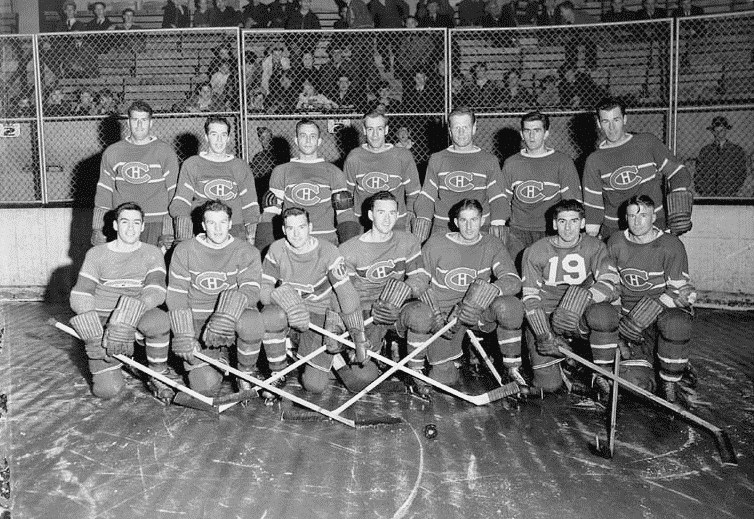
Die Mannschaft im Jahr 1942

Irvin führte das Team sehr schnell zum Erfolg zurück und baute die „Punch Line“ mit Maurice Richard, Toe Blake und Elmer Lach auf, die die Canadiens 1944 wieder zum Stanley-Cup-Sieg führen konnte. Besonders Richard ragte in den folgenden Jahren heraus und wurde Nachfolger des verstorbenen Howie Morenz als großartiger Torschütze und einer der größten Superstars der NHL, der „Rocket“ genannt wurde. In der Saison 1944/45 schrieb er NHL-Geschichte, als er als erster Spieler 50 Tore in 50 Spielen erzielte, eine Marke, die erst über 30 Jahre später wieder erreicht werden konnte.
In der Saison verloren die Canadiens aber im Halbfinale der Playoffs gegen Toronto, doch 1946 ging der Stanley Cup wieder nach Montréal. Im Jahr darauf mussten sie sich, trotz der Hart Memorial Trophy für Maurice Richard als wertvollster Spieler der Saison 1946/47, erneut den Maple Leafs geschlagen geben, diesmal im Finale um den Stanley Cup.

### Das beste Team der NHL-Geschichte (1950 bis 1960)
Das Ende der vierziger Jahre verlief wenig erfolgreich, einmal verpassten sie sogar die Playoffs, doch mit dem Beginn der fünfziger Jahre begann die erfolgreichste Phase in der Geschichte Montréal Canadiens. Von 1951 bis 1960 erreichten sie jedes Jahr das Finale und konnten sechs Mal den Stanley Cup gewinnen, von 1956 bis 1960 fünf Mal in Folge. Die damalige Zusammensetzung des Teams gilt als die wahrscheinliche beste Mannschaft, die je in der NHL gespielt hat. 1955 folgte Toe Blake auf Dick Irvin als Cheftrainer, hinzu kamen neue Spieler, wie Jean Béliveau, Dickie Moore, Doug Harvey, Bernie Geoffrion und Torhüter Jacques Plante, der 1959 als einer der ersten Torhüter eine Maske trug. Außerdem gehörte immer noch Superstar Maurice „Rocket“ Richard zur Mannschaft, sowie sein 15 Jahre jüngerer Bruder Henri Richard, auch bekannt als „Pocket Rocket“.
In diesem erfolgreichen Jahrzehnt wurde ganz Montréal vom Team mitgerissen und es entwickelte sich eine regelrechte Obsession von Seiten der Fans. Die geriet jedoch außer Kontrolle, als Maurice Richard in einem Spiel gegen die Boston Bruins am 13. März 1955 einen Linienrichter angegriffen hatte und er für den Rest der Playoffs gesperrt wurde. Nach dem folgenden Spiel gegen die Detroit Red Wings am 17. März randalierten die Anhänger der Canadiens in den Straßen von Montréal und verursachten einen Sachschaden in Höhe von einer Million Dollar. Daraufhin unterlagen die Canadiens im Finale der Playoffs gegen die Red Wings, die damit ihren letzten Stanley Cup für die folgenden 42 Jahre gewinnen konnten.
1956 gründeten die Canadiens ein Farmteam in Peterborough, Ontario. Die Peterborough Petes sind heute immer noch in der kanadischen Juniorenliga OHL aktiv.

### Neue Ära und Expansion (1960 bis 1970)
1960 beendete Maurice Richard seine Karriere, trotzdem strebte das Team den sechsten Stanley-Cup-Sieg in Folge an, doch sie unterlagen den Chicago Blackhawks im Halbfinale. Auch in den nächsten drei Saisons sollte das frühe Ende der Saison im Halbfinale kommen, ein weiteres Mal gegen Chicago, zweimal gegen den Erzrivalen aus Toronto. 1965 gewannen sie wieder den Stanley Cup und verteidigten den Titel im Jahr darauf.
1967 war die Weltausstellung EXPO zu Gast in Montréal und die Canadiens versprachen, erneut den Stanley Cup zu gewinnen, um ihn im Pavillon ihrer Heimatprovinz Québec zu präsentieren. Sie schafften es auch als Top-Favorit wieder ins Finale, trafen jedoch dort auf Toronto und verloren. Es sollte die bis jetzt letzte Finalteilnahme der Maple Leafs gewesen sein.
Im Sommer 1967 wurde die NHL aufgestockt und die Pittsburgh Penguins, Oakland Seals, Minnesota North Stars, Philadelphia Flyers, St. Louis Blues und die Los Angeles Kings schlossen sich der Liga an. Den besten Start in die nun zwölf Mannschaften zählende NHL schafften die St. Louis Blues, die 1968 und 1969 ins Stanley-Cup-Finale kamen, aber der Pokal ging beide Male nach Montréal. 1970 verpassten die Canadiens nur knapp die Playoffs punktgleich mit den New York Rangers. Im letzten Spiel der Regulären Saison führten die Boston Bruins gegen die Canadiens, die bereits acht Minuten vor dem Spielende ihren Torhüter rausnahmen, um mit einem Angriffssturm noch den Ausgleich herbeizuführen. Das Unterfangen scheiterte jedoch, da sie mehrere Treffer in ihr leerstehendes Tor kassierten und selbst kein einziges Mal trafen.

### Die Lafleur-Dryden-Ära (1970 bis 1980)
Doch das Team kehrte schon in der Saison 1970/71 zu alter Stärke zurück und gewann gegen die Chicago Blackhawks das Finale um den Stanley Cup. Jean Béliveau spielte die letzte Saison seiner Karriere, mit Frank Mahovlich hatte man einen weiteren Starspieler in den eigenen Reihen und Torhüter Ken Dryden, der sein erstes Jahr in der NHL verbrachte und nur sechs Spiele in der Regulären Saison bestritten hatte, war der sichere Rückhalt des Teams in den Playoffs und wurde sogleich mit der Conn Smythe Trophy als MVP der Playoffs ausgezeichnet. Trainer Al MacNeil musste jedoch seinen Stuhl räumen, da man ihm vorwarf, dass er die englischsprachigen Spieler bevorzugte.
Mit Guy Lafleur kam 1972 ein weiteres Talent ins Team und 1973 gewann man wieder die wichtigste Trophäe im Eishockey. 1974 und 1975 scheiterten die Canadiens im Viertel- und Halbfinale. Doch unter der Führung von Trainerlegende Scotty Bowman begann mit der Saison 1975/76 eine weitere dominante Phase der Montréal Canadiens. Gegen die Philadelphia Flyers, die in den zwei Jahren zuvor den Titel gewannen, siegten die Canadiens im Finale. Angeführt durch Top-Scorer Guy Lafleur und weiteren Spielern wie Yvan Cournoyer, Frank Mahovlich, Serge Savard, Steve Shutt, Guy Lapointe, Larry Robinson und Torhüter Dryden dominierte das Team die Finalserie gegen die Flyers.
Besonders Lafleur ragte in der Zeit heraus, als er in sechs aufeinander folgenden Saisons je mehr als 100 Punkte schaffte und mindestens 50 Tore pro Saison erzielte. 1976/77 verloren die Canadiens nur acht von 80 Spielen und schrieben damit wieder einmal NHL-Geschichte. Die Dominanz setzte sich auch in den Playoffs fort und bis 1979 konnten sie noch drei Stanley Cups gewinnen.
1979 löste sich die World Hockey Association (WHA), eine 1972 gegründete Konkurrenzliga, auf. Die Edmonton Oilers, Hartford Whalers, Winnipeg Jets und die Québec Nordiques aus der WHA sollten von der NHL übernommen werden, doch die Canadiens zusammen mit den anderen beiden kanadischen Teams Toronto Maple Leafs und Vancouver Canucks protestierten dagegen, weil sie ihre Erlöse aus den Fernsehübertragungen nun mit den Nordiques, den Oilers und den Jets hätten teilen müssen. Der Protest hatte keinen Erfolg und die vier Teams wurden Teil der NHL.

### Junge Spieler, Erfolge und Niederlagen (1980 bis 1995)
Viele Spieler der Canadiens, die für die Erfolge in den Jahren zuvor verantwortlich waren, beendeten Anfang der achtziger Jahre ihre Karrieren, andere wurden in Transfers an andere Teams abgegeben. Mit Bob Gainey, Larry Robinson und Guy Lafleur blieben dem Verein aber einige Veteranen erhalten. Es wurden neue Spieler geholt wie Guy Carbonneau und Mats Näslund. Weitere junge Talente wie Verteidiger Chris Chelios und Torhüter Patrick Roy kamen Mitte der achtziger hinzu. Diese Spieler bildeten die Grundlage des Teams, das einen weiteren Stanley-Cup-Sieg in der Saison 1985/86 gegen die Calgary Flames herausspielte. Es sollte der einzige Gewinn der begehrten Trophäe in diesem Jahrzehnt sein. Zwar erreichten die Canadiens 1989 noch einmal das Finale, doch diesmal waren die Flames das siegreiche Team.
Nach drei durchschnittlichen Saisons gewannen die Canadiens 1993 ihren 24. Stanley-Cup-Sieg gegen die Los Angeles Kings um Superstar Wayne Gretzky. Zur Meistermannschaft gehörten damals John LeClair, Éric Desjardins, Denis Savard, Vincent Damphousse und Torhüter Patrick Roy, der wie schon 1986 erneut als wertvollster Spieler der Playoffs ausgezeichnet wurde.
Nur zwei Jahre später war ein Tiefpunkt erreicht, als das Team zum ersten Mal nach 25 Jahren die Playoffs verpasste. Wenige Monate später im Dezember 1995 verloren die Canadiens im eigenen Stadion gegen die Detroit Red Wings mit 1:11. Als wäre diese Niederlage nicht schon schlimm genug gewesen, erklärte außerdem Torhüter Roy nach dem Spiel noch, er werde nicht mehr für Montréal spielen. Grund dafür war die Entscheidung von Cheftrainer Mario Tremblay, Roy erst nach dem neunten Gegentor aus dem Spiel zu nehmen. Kurz darauf wurde er zusammen mit Mike Keane zu den Colorado Avalanche transferiert, wofür Jocelyn Thibault, Andrei Kowalenko und Martin Ručínský nach Montréal kamen. Roy sollte ein halbes Jahr später seinen dritten Stanley Cup in den Händen halten.

### Neuaufbau mit Hindernissen (seit 1995)
Am 11. März 1996 verabschiedeten sich die Canadiens aus dem Montréal Forum, in dem sie 70 Jahre gespielt hatten, mit einem Sieg gegen die Dallas Stars. Man hatte sich die Stars als Gegner für das letzte Spiel ausgesucht, da die ehemaligen Canadiens Guy Carbonneau und Bob Gainey zu diesem Zeitpunkt als Spieler bzw. als General Manager für die Stars aktiv waren. In einer Zeremonie kamen fast alle noch lebenden Mannschaftskapitäne in ihren Trikots aufs Eis. Émile Bouchard, der 1948 das Amt des Kapitäns übernommen hatte, reichte eine Fackel an seinen Nachfolger Maurice Richard, und so ging die Fackel über Jean Béliveau, Henri Richard, Yvan Cournoyer, Serge Savard, Bob Gainey, Guy Carbonneau bis hin zum damals amtierenden Kapitän Pierre Turgeon über. Nur drei der noch lebenden Kapitäne waren nicht anwesend, da Chris Chelios, Mike Keane und Kirk Muller mit ihren eigenen Teams spielen mussten.
Das neue Zuhause der Canadiens wurde der Molson Centre, mittlerweile bekannt als Centre Bell. In ihrem neuen Stadion musste das Team zunächst einige Misserfolge hinnehmen. Nachdem man in den ersten Jahren früh in den Playoffs scheiterte, verpasste man von 1999 bis 2001 die Endrunde. 2001 kamen sogar kurz Gespräche auf, dass das Team umgesiedelt würde, als die Molson-Familie das Team verkaufen wollte, und es mit dem Amerikaner George N. Gillett nur einen ernsthaften Interessenten gab. Gillett erhielt schließlich den Zuschlag und kaufte das Team, musste der NHL aber zusagen, dass das Franchise in Montréal bliebe.
Weitere negative Nachrichten kamen im Herbst 2001, als bekannt wurde, dass Mannschaftskapitän Saku Koivu an Krebs erkrankt war. Koivu unterzog sich einer Krebsbehandlung, konnte aber schon zum Ende der Regulären Saison zurückkehren und half dem Team in den Playoffs beim Erreichen der zweiten Runde. Herausragender Spieler war in der Saison Torhüter José Théodore, der als wertvollster Spieler und bester Torhüter der NHL ausgezeichnet wurde.

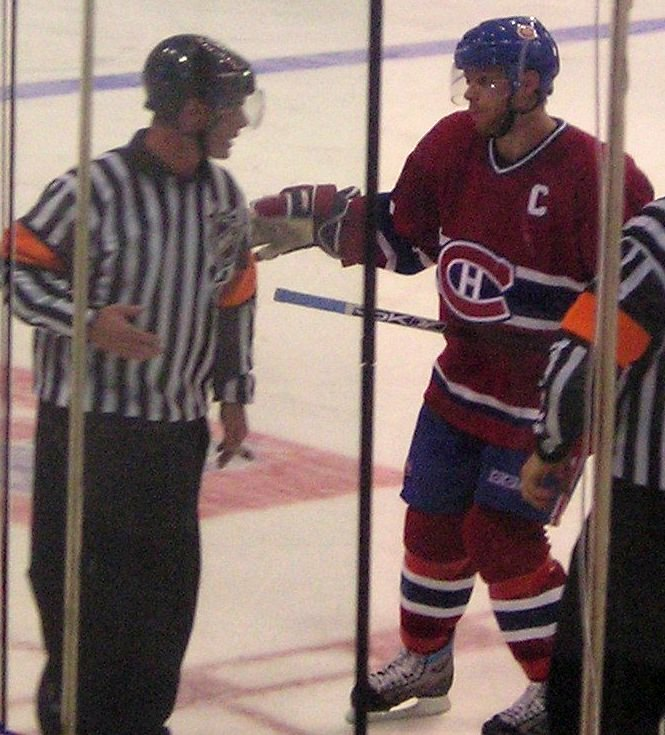
Der ehemalige Kapitän Saku Koivu im Gespräch mit den Schiedsrichtern

Eine erneute verpatzte Saison musste man 2002/03 hinnehmen, als man wieder die Playoffs verpasste.
Am 22. November 2003 waren es wieder die Canadiens, die an einem historischen Ereignis beteiligt waren. Im Commonwealth Stadium in Edmonton fand mit dem NHL Heritage Classic 2003 das erste Freiluftspiel der NHL statt. Neben dem Ligaspiel zwischen den Canadiens und den Edmonton Oilers, das Montréal mit 4:3 gewann, fand vor den 55.000 Zuschauern ein Spiel zwischen ehemaligen Größen beider Teams statt. Eines der bekanntesten Bilder des Heritage Classic war das des Goalies José Théodore, der über seiner Torhütermaske eine Wollmütze trug, da die Temperaturen deutlich unter dem Gefrierpunkt lagen.
Im Januar 2006 wurde Cheftrainer Claude Julien entlassen und General Manager Bob Gainey übernahm als Übergangslösung den Posten. Kurz vor dem Ende der Transferperiode im März wurde Torhüter José Théodore zu den Colorado Avalanche transferiert. Théodore konnte nicht mehr an die Leistungen seiner großartigen Saison 2001/02 anknüpfen, als er wertvollster Spieler und bester Torhüter war und besonders in der Saison 2005/06 zeigte er deutliche Schwächen. Die Canadiens erhielten dafür im Tausch den Schweizer Torhüter David Aebischer. Besonders glänzen konnte in der Saison der Franzose Cristobal Huet, der in 36 Spielen sieben Mal sein Tor sauber halten konnte.
In die Saison 2006/07 starteten die Canadiens gut und waren nach der Hälfte der Saison auf Playoff-Kurs. Besonders Verteidiger Sheldon Souray und Stammtorhüter Cristobal Huet stachen hervor, während die Neuverpflichtung Sergei Samsonow weitestgehend enttäuschte. Doch dann begann das Team zu schwächeln. Auch eine Verletzung von Torhüter Huet trug dazu bei, dass die Canadiens aus den Playoff-Rängen herausfielen und um die Teilnahme an der Endrunde kämpfen mussten. Im März 2007 stabilisierten sie sich wieder, wofür der junge Ersatztorhüter Jaroslav Halák mitverantwortlich war. Nach 81 Spielen standen die Canadiens wieder auf einem Playoff-Platz und mussten im letzten Spiel beim Erzrivalen aus Toronto antreten, der ebenfalls noch Chancen auf die Playoffs hatte. In einer dramatischen Partie lagen die Canadiens erst mit 1:3 zurück, drehten das Spiel aber dank eines Hattrick von Michael Ryder innerhalb von wenigen Minuten und führten schließlich 5:3, ehe die Maple Leafs kurz vor dem Ende des zweiten Drittels auf 5:4 verkürzten. Bedingt durch Strafen, die gegen die Canadiens ausgesprochen wurden, mussten sie in Unterzahl ins letzte Drittel starten und den Maple Leafs gelang es in kurzer Zeit, das Blatt wieder zu wenden und mit 5:6 in Führung zu gehen. Den Rest der Partie waren nur noch die Canadiens in der Offensive, doch es gelang ihnen nicht, den Ausgleich zu schießen, weshalb sie am Ende die Playoffs verpassten.
In der Saison 2020/21, in der bedingt durch die Corona-Pandemie einmalig eine rein kanadische Division gebildet wurde, erreichten die Canadiens Platz 4 und qualifizierten sich gerade noch für die Playoffs. Dort kam es zum ersten Mal seit 1979 wieder zum Aufeinandertreffen mit den Toronto Maple Leafs, die als Erstplatzierter der Division klar favorisiert waren. Toronto ging in der Serie auch mit 3:1 in Führung. Dann gelang es aber Montreal, mit 3 aufeinander folgenden Siegen, die Serie zu drehen und anschließend im Divisionsfinale mit 4:0 auch die Winnipeg Jets auszuschalten. Im Stanley-Cup-Halbfinale (auf Grund der besonderen Situation gab es einmalig in dieser Saison keine Einteilung in Conferences) trafen die Habs auf die Vegas Golden Knights und konnten auch diese nach sechs Spielen ausschalten. Somit standen die Canadiens erstmals seit 1993 wieder im Finale um den Stanley Cup, unterlagen dort allerdings den Tampa Bay Lightning mit 1:4.

## Spielstätten

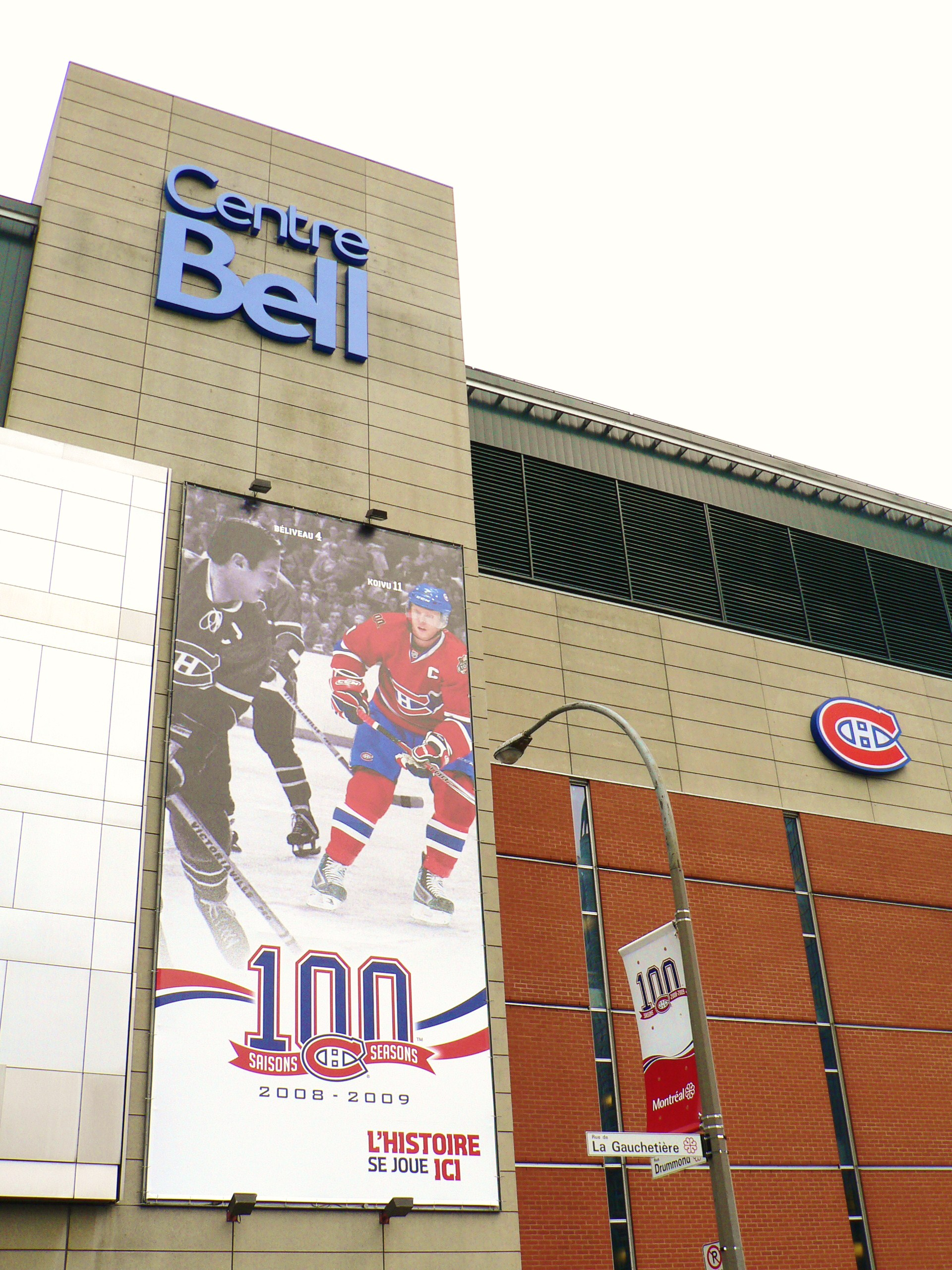
Das Centre Bell, aktuell die Heimat der Canadiens

Die Canadiens tragen ihre Heimspiele seit 1996 im Centre Bell, einer 21.273 Zuschauer fassenden Multifunktionsarena, aus. Bis 2002 trug die Halle den Namen Centre Molson, nach der kanadischen Brauerei Molson, die mit den Canadiens eng verbunden ist. Derzeit hält die Namensrechte an der Arena das Telekommunikationsunternehmen Bell Canada und zahlt für die gesamte Dauer von 20 Jahren 64 Millionen US-Dollar. Diese gelten noch bis 2023. Die Arena ist die an ihren Sitzplätzen gemessen größte Halle aller 30 NHL-Arenen.
Von 1909 an wurden die Spiele in der Jubilee Arena ausgetragen, später spielte das Team aber auch mehrere Partien in der Montreal Arena, die jedoch 1918 abbrannte. 1920 zogen die Canadiens in die Mount Royal Arena, die 10.000 Zuschauer fasste. Sechs Jahre später zog man in das Montréal Forum, das ursprünglich für den Lokalrivalen, die Montreal Maroons, erbaut worden war. Die größere Zuschauerkapazität und der bessere Komfort ließen jedoch auch die Canadiens, nachdem der Vertrag mit dem Mount Royal Arena ausgelaufen war, umziehen. Nach der Auflösung der Maroons wurden die Canadiens alleiniger Nutzer des Forums. Nachdem immer mehr Teams in den 1990er Jahren dazu übergingen, ihre Spiele in hochmoderne Multifunktionsarenen auszutragen, entschlossen sich auch die Canadiens zu diesem Schritt, war ihr Stadion schließlich zu diesem Zeitpunkt schon 72 Jahre alt.

## Diverses

Heimtrikot (seit 2007)
Auswärtstrikot (seit 2007)

### Aktuelles Trikotdesign
Die Canadiens de Montréal spielen seit der Zeit der Original Six in roten und weißen Trikots, die über die Jahre hinweg nur minimal verändert wurden. Signifikant für das rote Trikot ist dabei ein blau-weißer Streifen auf dem Ärmel in Höhe des Ellenbogen sowie ein Bruststreifen in den Farben Blau und Weiß, auf dem sich das Teamlogo befindet, das bei allen NHL-Teams die Brustpartie bestimmt. Die Schulter des weißen Trikots ist in roter Farbe gehalten, unterhalb des Brustlogos befindet sich ein kleiner Streifen in den Farben Blau, Weiß und Rot.
Die wichtigste Änderung des Trikotdesigns zur Saison 2007/08 war ein ligaweiter Ausrüsterwechsel, am Design der Canadiens-Trikots änderte sich jedoch, wie bei allen anderen Teams der Original Six, bis auf minimale Abweichungen nichts. Nach den Vorschriften der Liga muss das Heimtrikot seit 2003 in einer dunklen, das Auswärtstrikot in einer hellen Grundfarbe gestaltet sein. Für die Ausrüstung der Canadiens bedeutet dies, dass das Team bei Heimspielen in den roten, bei Auswärtsspielen in den weißen Jerseys antritt.

### Spitzname „Habs“
Der Name „Habs“ ist eine Kurzform von „les habitants“. Mit „les habitants“ werden die ersten französischen Siedler in Nordamerika bezeichnet. Eine Verbindung zur einzigen NHL-Mannschaft aus dem französischsprachigen Québec drängt sich auf. Trotz dieser naheliegenden Verbindung wurde der Name erst durch einen Fehler zum Spitznamen der Canadiens. 1924 erzählte der damalige Besitzer des Madison Square Garden Tex Rickard einem Journalisten, dass das H im Logo der Canadiens für Habitants stehen würde. Tatsächlich stehen die Buchstaben im Logo für „Club de Hockey Canadien“.

## Erfolge und Ehrungen

### Sportliche Erfolge
| Stanley Cups | |
| Saison | |
| 1915/16, 1923/24, 1929/30, 1930/31, 1943/44, 1945/46, 1952/53, 1955/56, 1956/57, 1957/58, 1958/59, 1959/60, 1964/65, 1965/66, 1967/68, 1968/69, 1970/71, 1972/73, 1975/76, 1976/77, 1977/78, 1978/79, 1985/86, 1992/93 | |
| Conference Championships | Saison |
| Prince of Wales Trophy | 1923/24, 1924/25, 1943/44*, 1944/45*, 1945/46*, 1946/47*, 1955/56*, 1957/58*, 1958/59*, 1959/60*, 1960/61*, 1961/62*, 1963/64*, 1965/66*, 1967/68, 1968/69, 1972/73, 1975/76, 1976/77, 1977/78, 1978/79, 1980/81, 1985/86, 1988/89, 1992/93 |
| Clarence S. Campbell Bowl | 2020/21 |
| Division Championships | Saison |
| Canadian Division | 1927/28, 1928/29, 1930/31, 1931/32, 1936/37 |
| Eastern Division | 1967/68, 1968/69, 1972/73, |
| Norris Division | 1974/75, 1975/76, 1976/77, 1977/78, 1978/79, 1979/80, 1980/81 |
| Adams Division | 1981/82, 1984/85, 1987/88, 1988/89, 1991/92 |
| Northeast Division | 2007/08, 2012/13 |
| Atlantic Division | 2014/15, 2016/17 |

* In der Zeit der Original Six wurde in nur einer Division gespielt. Das beste Team der
regulären Saison erhielt die Prince of Wales Trophy.
Ferner noch neun Finalteilnahmen, sowie eine Endspielserie 1918/19 gegen die Seattle Metropolitans, die beim Stand von 2 zu 2 Spielen nach einer Grippe-Epidemie und dem Tod des Spielers Joe Hall abgebrochen wurde.

### Spielertrophäen
Art Ross Trophy
- Howie Morenz (pre/insection): 1927/28
- Elmer Lach: 1947/48
- Bernie Geoffrion: 1954/55, 1960/61
- Jean Béliveau: 1955/56
- Dickie Moore: 1957/58, 1958/59
- Guy Lafleur: 1975/76, 1976/77, 1977/78

Bill Masterton Memorial Trophy
- Claude Provost: 1967/68
- Henri Richard: 1973/74
- Serge Savard: 1978/79
- Saku Koivu: 2001/02
- Max Pacioretty: 2011/12
- Carey Price: 2021/22

Calder Memorial Trophy
- Johnny Quilty: 1940/41
- Bernie Geoffrion: 1951/52
- Ralph Backstrom: 1958/59
- Bobby Rousseau: 1961/62
- Jacques Laperrière: 1963/64
- Ken Dryden: 1971/72
- Lane Hutson: 2024/25

Conn Smythe Trophy
- Jean Béliveau: 1964/65
- Serge Savard: 1968/69
- Ken Dryden: 1970/71
- Yvan Cournoyer: 1972/73
- Guy Lafleur: 1976/77
- Larry Robinson: 1977/78
- Bob Gainey: 1978/79
- Patrick Roy: 1985/86, 1992/93

Frank J. Selke Trophy
- Bob Gainey: 1977/78, 1978/79, 1979/80, 1980/81
- Guy Carbonneau: 1987/88, 1988/89, 1991/92

Hart Memorial Trophy
- Herb Gardiner: 1926/27
- Howie Morenz: 1927/28, 1930/31, 1931/32
- Aurèle Joliat: 1933/34
- Babe Siebert: 1936/37
- Toe Blake: 1938/39
- Elmer Lach: 1944/45
- Maurice Richard: 1946/47
- Jean Béliveau: 1955/56, 1963/64
- Bernie Geoffrion: 1960/61
- Jacques Plante: 1961/62
- Guy Lafleur: 1976/77, 1977/78
- José Théodore: 2001/02
- Carey Price: 2014/15

Jack Adams Award
- Scotty Bowman: 1976/77
- Pat Burns: 1988/89

James Norris Memorial Trophy
- Doug Harvey: 1954/55, 1955/56, 1956/57, 1957/58, 1959/60, 1960/61
- Tom Johnson: 1958/59
- Jacques Laperrière: 1965/66
- Larry Robinson: 1976/77, 1979/80
- Chris Chelios: 1988/89
- P. K. Subban: 2012/13

Lady Byng Memorial Trophy
- Toe Blake: 1945/46
- Mats Näslund: 1987/88

Lester B. Pearson/Ted Lindsay Award
- Guy Lafleur: 1975/76, 1976/77, 1977/78
- Carey Price: 2014/15

NHL Plus/Minus Award
- Max Pacioretty: 2014/15

Roger Crozier Saving Grace Award
- José Théodore: 2001/02
- Cristobal Huet: 2005/06

Vezina Trophy
- George Hainsworth: 1926/27, 1927/28, 1928/29
- Bill Durnan: 1943/44, 1944/45, 1945/46, 1946/47, 1948/49, 1949/50
- Jacques Plante: 1955/56, 1956/57, 1957/58, 1958/59, 1959/60, 1961/62
- Charlie Hodge: 1963/64
- Charlie Hodge & Gump Worsley: 1965/66
- Rogatien Vachon & Gump Worsley: 1967/68
- Ken Dryden: 1972/73, 1975/76
- Ken Dryden & Michel Larocque: 1976/77, 1977/78, 1978/79
- Denis Herron, Michel Larocque, & Richard Sévigny: 1980/81
- Patrick Roy: 1988/89, 1989/90, 1991/92
- José Théodore: 2001/02
- Carey Price: 2014/15

William M. Jennings Trophy
- Denis Herron & Rick Wamsley: 1981/82
- Brian Hayward & Patrick Roy: 1986/87, 1987/88, 1988/89
- Patrick Roy: 1991/92
- Carey Price: 2014/15

### Mannschaftsinterne Trophäen
Neben den offiziell von der National Hockey League vergebenen Spielertrophäen, vergeben die Montréal Canadiens auch drei mannschaftsinterne Trophäen an ihre Spieler.
Der Molson Cup (frz. Coupe Molson) ist nach einem der wichtigsten Teamsponsoren, der Molson Brauerei, benannt. Jedes der sechs kanadischen NHL-Franchises vergibt am Ende der regulären Saison intern den Molson Cup als mannschaftsinterne Trophäe an den Spieler, der am häufigsten unter die sogenannten Three Stars eines Spieles gewählt wurde. Vergeben wird der Molson Cup seit der Spielzeit 1972/73. Als häufigste Gewinner wurden Guy Lafleur, der die Trophäe sieben Mal gewinnen konnte, sowie Patrick Roy und José Théodore mit je vier Molson Cups ausgezeichnet.
Eine weitere mannschaftsinterne Trophäe der Canadiens ist die Jacques Beauchamp Trophy (frz. Trophée Jacques Beauchamp), die seit der Saison 1981/82 an einen Spieler der Mannschaft vergeben wird, der entscheidend zum Mannschaftserfolg beigetragen hat, ohne dafür anderweitig besonders geehrt worden zu sein. Der Gewinner der Jacques Beauchamp Trophy wird von Journalisten aus Montréal gewählt. Mit jeweils vier Auszeichnungen erhielten Craig Ludwig und Mike McPhee die Trophäe am häufigsten. Benoît Brunet und Mark Streit erhielten die Trophäe jeweils dreimal.
Die Jean Béliveau Trophy (frz. Trophée Jean Béliveau) wird seit der Saison 2004/05 jeweils im September an den Spieler vergeben, der sich durch besonderes Engagement innerhalb der Organisation verdient gemacht hat. Als erster Spieler erhielt Saku Koivu die Trophäe. 2008 erhielt Alexei Kowaljow die Auszeichnung.

### NHL All-Star Game-Nominierungen
Aus den Reihen der Canadiens standen 96 Feldspieler und 14 Torhüter im Kader bei einem All-Star-Game. Dabei sind auch die drei Benefizspiele berücksichtigt, die vor der Einführung des NHL All-Star Game ausgetragen wurden. Die Feldspieler kamen zu 291 Einsätzen, bei denen ihnen 58 Tore und 100 Vorlagen gelangen. Die Torhüter bringen zusätzlich noch 38 Einsätze mit ein. Zu berücksichtigen ist dabei, dass die Canadiens beim Babe Siebert Memorial Game sowie zwischen 1953 und 1967 auch sieben Mal als Stanley-Cup-Sieger mit ihrem gesamten Team antraten. 35 Spieler kamen nur im Team der Canadiens zum Einsatz. Drei Rookies der Canadiens standen im Kader des YoungStars Game, das von 2002 bis 2009 ausgetragen wurde.
Abkürzungen: GP = Spiele, G = Tore, A = Vorlagen,
Pts = Punkte
| Name             | von – bis | GP | G | A | Pts |
| Maurice Richard  | 1947–1959 | 13 | 7 | 2 | 9   |
| Jean Béliveau    | 1953–1969 | 13 | 4 | 3 | 7   |
| Bernie Geoffrion | 1952–1963 | 11 | 1 | 2 | 3   |
| Claude Provost   | 1956–1967 | 11 | 1 | 2 | 3   |
| Henri Richard    | 1956–1974 | 10 | 4 | 5 | 9   |
| Doug Harvey      | 1951–1960 | 10 | 1 | 6 | 7   |
| Larry Robinson   | 1974–1989 | 9  | 1 | 8 | 9   |
| Tom Johnson      | 1952–1960 | 7  | 0 | 2 | 2   |
| J. C. Tremblay   | 1959–1972 | 7  | 0 | 2 | 2   |
| Jean-Guy Talbot  | 1956–1967 | 7  | 0 | 1 | 1   |

Mit je 13 Teilnahmen für die Canadiens sind Maurice Richard und Jean Béliveau die Spieler, die auf die meisten Teilnahmen in der Geschichte des Teams zurückblicken können. Richard vertrat Montréal bei den ersten 13 All-Star-Games in Folge, davon fünfmal im nur aus Spielern der Canadiens bestehenden Team. So übertrifft Larry Robinson ihn mit neun Teilnahmen im All-Star-Team jedoch um eine Teilnahme. Richard und Robinson kamen beide auf die Bestmarke von neun Scorerpunkten. Richards sieben Tore und Robinsons acht Vorlagen stellen für Spieler aus Montréal Bestmarken dar.
Vor den offiziellen All-Star-Games gab es drei Benefizspiele, an denen ebenfalls Spieler der Canadiens teilnahmen. Beim ersten, dem Ace Bailey Benefit Game, wurden die Canadiens durch Howie Morenz und Aurèle Joliat vertreten. Morenz erzielte ein von Joliat vorbereitetes Tor. Der Tod von Morenz war 1937 Anlass für das Howie Morenz Memorial Game, bei dem eine Auswahl aus Spielern der Canadiens und der Montreal Maroons gegen die NHL-All-Stars antrat. Bei diesem Spiel traf Babe Siebert, der zwei Jahre später bei einem Badeunfall ertrank. Für ihn wurde das dritte Benefizspiel veranstaltet.
Beim 1. National Hockey League All-Star Game 1947 standen vier Spieler der Canadiens im All-Star-Team. Neben Torwart Bill Durnan waren dies die Verteidiger Émile Bouchard und Ken Reardon sowie der Angreifer Maurice Richard. Reardon bereitete die beiden ersten Treffer vor. Richard erzielte den dritten Treffer, bevor er zum entscheidenden vierten Tor die Vorlage gab.
Nach zwei Teilnahmen in den Wohltätigkeitsspielen, war Montréal erst beim 7. National Hockey League All-Star Game 1953 wieder Gastgeber. Von 1956 bis 1960 richteten die Canadiens als Titelverteidiger das All-Star-Game fünfmal in Folge aus. Auch 1965, 1967 und 1969 brachte der Gewinn des Stanley Cup das Spiel nach Montréal. Nach Aufhebung dieser Regel gastierte das All-Star-Game bereits 1975 erneut in der Stadt. Erst 18 Jahre später, im Jahr 1993 war das Montréal Forum zum 13. und letzten Mal Austragungsort eines NHL All-Star Games. Im derzeitigen Stadion der Canadiens, dem Centre Bell, wird 2009 erstmals das All-Star Game stattfinden.
Mit fünf Vorlagen beim All-Star-Spiel 1988 stellte Mats Näslund einen bisher unerreichten Rekord bei All-Star-Games auf.
Seit 1962 der wertvollste Spieler beim All-Star-Game gewählt wird, kam dieser bisher fünfmal aus den Reihen der Canadiens. Jean Béliveau war 1964 der erste Spieler aus Montréal, der diese Auszeichnung erhielt. Es folgten Henri Richard 1967, Pete Mahovlich 1976, Mark Recchi 1997 und Alexei Kowaljow 2009.
Außer den All-Star-Games gab es drei weitere Anlässe, bei dem die NHL ein All-Star-Team stellte. Bei der Summit Series 1972 kamen von den Canadiens Torhüter Ken Dryden, die Verteidiger Serge Savard und Guy Lapointe sowie die Stürmer Yvan Cournoyer und die Brüder Pete und Frank Mahovlich zum Einsatz. Beim Challenge Cup 1979 standen erneut Ken Dryden, Guy Lapointe und Serge Savard im Kader. Dazu kamen Larry Robinson, Guy Lafleur, Bob Gainey und Steve Shutt. Wie bei den ersten beiden Serien, war auch beim Rendez-vous ’87 die sowjetische Nationalmannschaft Gegner des NHL-Teams, das mit Rick Green, Chris Chelios und Claude Lemieux drei Spieler aus Montréal in seinen Reihen hatte.

### Franchiserekorde

#### Karriere

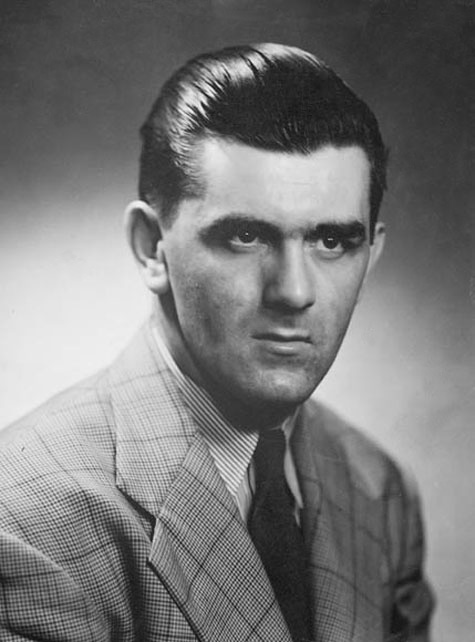
Maurice Richard erzielte die meisten Tore im Trikot der Habs

|                                   | Name              | Anzahl                                  |
| Meiste Spiele                     | Henri Richard     | 1.256 (in 20 Spielzeiten)               |
| Meiste aufeinanderfolgende Spiele | Doug Jarvis       | 560 (8. Oktober 1975 bis 4. April 1982) |
| Meiste Tore                       | Maurice Richard   | 544                                     |
| Meiste Vorlagen                   | Guy Lafleur       | 728                                     |
| Meiste Punkte                     | Guy Lafleur       | 1.246 (518 Tore + 728 Vorlagen)         |
| Meiste Strafminuten               | Chris Nilan       | 2.248                                   |
| Meiste Shutouts                   | George Hainsworth | 75                                      |

#### Saison
|                               | Name           | Anzahl                      | Saison  |
| Meiste Tore                   | Steve Shutt    | 60                          | 1976/77 |
| Meiste Tore                   | Guy Lafleur    | 60                          | 1977/78 |
| Meiste Vorlagen               | Pete Mahovlich | 82                          | 1974/75 |
| Meiste Punkte                 | Guy Lafleur    | 136 (56 Tore + 80 Vorlagen) | 1976/77 |
| Meiste Punkte als Rookie      | Mats Näslund   | 71 (26 Tore + 45 Vorlagen)  | 1982/83 |
| Meiste Punkte als Rookie      | Kjell Dahlin   | 71 (32 Tore + 39 Vorlagen)  | 1985/86 |
| Meiste Punkte als Verteidiger | Larry Robinson | 85 (19 Tore + 66 Vorlagen)  | 1976/77 |
| Meiste Strafminuten           | Chris Nilan    | 358                         | 1984/85 |
| Meiste Siege als Torhüter     | Carey Price    | 44                          | 2014/15 |

## Trainer

### National Hockey Association (1909 bis 1917)
Abkürzungen: GC = Spiele, W = Siege, L = Niederlagen, T = Unentschieden, Pts = Punkte,
Pts % = Punktquote
| Name            | Saison          | Reguläre Saison | Reguläre Saison | Reguläre Saison | Reguläre Saison | Reguläre Saison | Reguläre Saison | Playoffs | Playoffs | Playoffs |
| Name            | Saison          | GC              | W               | L               | T               | Pts             | Pts %           | GC       | W        | L        |
| Jack Laviolette | 1909/10         | 12              | 2               | 10              | 0               | 4               | .167            | —        | —        | —        |
| Adolphe Lecours | 1910/11         | 16              | 8               | 8               | 0               | 16              | .500            | —        | —        | —        |
| Napoléon Dorval | 1911/12–1912/13 | 38              | 17              | 21              | 0               | 34              | .447            | —        | —        | —        |
| Jimmy Gardner   | 1913/14–1914/15 | 40              | 19              | 21              | 0               | 38              | .475            | 2        | 1        | 1        |
| Newsy Lalonde   | 1915/16–1916/17 | 44              | 26              | 17              | 1               | 53              | .602            | 11       | 5        | 6        |

* Wechsel während der laufenden Saison

### Frühe Jahre der NHL (1917 bis 1940)
| Name          | Saison           | Reguläre Saison | Reguläre Saison | Reguläre Saison | Reguläre Saison | Reguläre Saison | Reguläre Saison | Playoffs | Playoffs | Playoffs |
| Name          | Saison           | GC              | W               | L               | T               | Pts             | Pts %           | GC       | W        | L        |
| Newsy Lalonde | 1917/18–1921/22* | 95              | 51              | 44              | 0               | 102             | .537            | 12       | 7        | 4        |
| Léo Dandurand | 1921/22*–1925/26 | 138             | 66              | 66              | 6               | 138             | .500            | 12       | 8        | 4        |
| Cecil Hart    | 1926/27–1931/32  | 268             | 148             | 72              | 48              | 344             | .552            | 29       | 13       | 12       |
| Newsy Lalonde | 1932/33–1934/35* | 112             | 45              | 53              | 14              | 104             | .464            | 4        | 0        | 2        |
| Léo Dandurand | 1934/35*         | 32              | 14              | 15              | 3               | 31              | .437            | 2        | 0        | 2        |
| Sylvio Mantha | 1935/36          | 48              | 11              | 26              | 11              | 33              | .344            | —        | —        | —        |
| Cecil Hart    | 1936/37–1938/39* | 126             | 48              | 53              | 25              | 121             | .590            | 8        | 3        | 5        |
| Jules Dugal   | 1938/39*         | 18              | 9               | 6               | 3               | 21              | .583            | 3        | 1        | 2        |
| Pit Lépine    | 1939/40          | 48              | 10              | 33              | 5               | 25              | .260            | —        | —        | —        |

### Original-Six- und Expansion-Jahre (1940 bis 1979)
| Name          | Saison           | Reguläre Saison | Reguläre Saison | Reguläre Saison | Reguläre Saison | Reguläre Saison | Reguläre Saison | Playoffs | Playoffs | Playoffs |
| Name          | Saison           | GC              | W               | L               | T               | Pts             | Pts %           | GC       | W        | L        |
| Dick Irvin    | 1940/41–1954/55  | 896             | 431             | 313             | 152             | 1014            | .566            | 115      | 62       | 53       |
| Toe Blake     | 1955/56–1967/68  | 914             | 500             | 255             | 159             | 1159            | .634            | 119      | 82       | 37       |
| Claude Ruel   | 1968/69–1970/71* | 175             | 95              | 49              | 31              | 221             | .631            | 14       | 12       | 2        |
| Al MacNeil    | 1970/71*         | 55              | 31              | 15              | 9               | 71              | .645            | 20       | 12       | 8        |
| Scotty Bowman | 1971/72–1978/79  | 634             | 419             | 110             | 105             | 943             | .744            | 98       | 70       | 28       |

### Post-Challenge-Cup-Ära (seit 1980)
| Name                 | Saison            | Reguläre Saison | Reguläre Saison | Reguläre Saison | Reguläre Saison | Reguläre Saison | Reguläre Saison | Reguläre Saison | Playoffs | Playoffs | Playoffs |
| Name                 | Saison            | GC              | W               | L               | T               | OTL             | Pts             | Pts %           | GC       | W        | L        |
| Bernie Geoffrion     | 1979/80*          | 30              | 15              | 9               | 6               | —               | 36              | .500            | —        | —        | —        |
| Claude Ruel          | 1979/80*–1980/81  | 130             | 77              | 33              | 20              | —               | 174             | .592            | 13       | 6        | 7        |
| Bob Berry            | 1981/82–1983/84*  | 223             | 116             | 71              | 36              | —               | 268             | .520            | 8        | 2        | 6        |
| Jacques Lemaire      | 1983/84*–1984/85  | 97              | 48              | 37              | 12              | —               | 108             | .495            | 27       | 15       | 12       |
| Jean Perron          | 1985/86–1987/88   | 240             | 126             | 84              | 30              | —               | 282             | .525            | 48       | 30       | 18       |
| Pat Burns            | 1988/89–1991/92   | 320             | 174             | 104             | 42              | —               | 390             | .544            | 56       | 30       | 26       |
| Jacques Demers       | 1992/93–1995/96*  | 220             | 107             | 86              | 27              | —               | 241             | .486            | 27       | 19       | 8        |
| Jacques Laperrière** | 1995/96*          | 1               | 0               | 1               | 0               | —               | 0               | .000            | —        | —        | —        |
| Mario Tremblay       | 1995/96*–1996/97  | 159             | 71              | 63              | 25              | —               | 167             | .447            | 11       | 3        | 8        |
| Alain Vigneault      | 1997/98–2000/01*  | 266             | 109             | 118             | 35              | 4               | 257             | .410            | 10       | 4        | 6        |
| Michel Therrien      | 2000/01*–2002/03* | 190             | 77              | 77              | 23              | 13              | 190             | .405            | 12       | 6        | 6        |
| Claude Julien        | 2002/03*–2005/06* | 159             | 72              | 62              | 10              | 15              | 169             | .453            | 11       | 4        | 7        |
| Bob Gainey**         | 2005/06*          | 41              | 23              | 15              | 0               | 3               | 49              | .561            | 6        | 2        | 4        |
| Guy Carbonneau       | 2006/07–2008/09*  | 230             | 124             | 83              | —               | 23              | 271             | .589            | 12       | 5        | 7        |
| Bob Gainey**         | 2008/09*          | 16              | 6               | 6               | —               | 4               | 16              | .500            | 4        | 0        | 4        |
| Jacques Martin       | 2009/10–2011/12*  | 196             | 96              | 75              | —               | 25              | 217             | .553            | 26       | 12       | 14       |
| Randy Cunneyworth**  | 2011/12*          | 50              | 18              | 23              | —               | 9               | 45              | .450            | —        | —        | —        |
| Michel Therrien      | 2012/13–2016/17*  | 352             | 194             | 121             | —               | 37              | 425             | .604            | 34       | 17       | 17       |
| Claude Julien        | 2016/17*–2020/21* | 277             | 129             | 113             | —               | 35              | 293             | .523            | 16       | 7        | 9        |
| Dominique Ducharme   | 2020/21*–2021/22* | 83              | 23              | 46              | —               | 14              | 60              | .361            | 22       | 13       | 9        |
| Martin St. Louis     | seit 2021/22*     | 283             | 115             | 131             | —               | 37              | 267             | .472            | 5        | 1        | 4        |

** Interimstrainer

## General Manager
| Name               | Saison           |
| Jack Laviolette    | 1909/10          |
| Joseph Cattarinich | 1909/10          |
| George Kennedy     | 1910/11–1920/21  |
| Léo Dandurand      | 1921/22–1934/35  |
| Ernes Savard       | 1935/36*         |
| Cecil Hart         | 1935/36*–1938/39 |
| Jules Dugal        | 1939/40          |
| Tommy Gorman       | 1940/41–1945/46  |

| Name            | Saison            |
| Frank J. Selke  | 1946/47–1963/64   |
| Sam Pollock     | 1964/65–1977/78   |
| Irving Grundman | 1978/79–1982/83   |
| Serge Savard    | 1983/84–1995/96*  |
| Réjean Houle    | 1995/96*–2000/01* |
| André Savard    | 2000/01*–2002/03  |
| Bob Gainey      | 2003/04–2009/10*  |
| Pierre Gauthier | 2009/10–2011/12*  |
| Marc Bergevin   | 2011/12–2021/22*  |
| Kent Hughes     | seit 2021/22*     |

## Spieler

### Kader der Saison 2024/25
Stand: 28. Juni 2025
| Nr. | Nat.               | Spieler               | Pos. | Geburtsdatum      | in Org. seit | Geburtsort                                   |
| --- | ------------------ | --------------------- | ---- | ----------------- | ------------ | -------------------------------------------- |
| 35  | Kanada             | Sam Montembeault      | G    | 30. Oktober 1996  | 2021         | Bécancour, Québec, Kanada                    |
| 30  | Vereinigte Staaten | Cayden Primeau        | G    | 11. August 1999   | 2019         | Farmington Hills, Michigan, USA              |
| 45  | Kanada             | Alexandre Carrier     | D    | 8. Oktober 1996   | 2024         | Québec City, Québec, Kanada                  |
|     | Kanada             | Noah Dobson           | D    | 7. Januar 2000    | 2025         | Summerside, Prince Edward Island, Kanada     |
| 21  | Kanada             | Kaiden Guhle          | D    | 18. Januar 2002   | 2020         | Edmonton, Alberta, Kanada                    |
| 48  | Vereinigte Staaten | Lane Hutson           | D    | 14. Februar 2004  | 2024         | Holland, Michigan, USA                       |
| 8   | Kanada             | Mike Matheson – A     | D    | 27. Februar 1994  | 2022         | Pointe-Claire, Québec, Kanada                |
| 47  | Vereinigte Staaten | Jayden Struble        | D    | 8. September 2001 | 2023         | Cumberland, Rhode Island, USA                |
| 72  | Kanada             | Arber Xhekaj          | D    | 30. Januar 2001   | 2021         | Hamilton, Ontario, Kanada                    |
| 17  | Kanada             | Josh Anderson         | RW   | 7. Mai 1994       | 2020         | Burlington, Ontario, Kanada                  |
| 40  | Finnland           | Joel Armia            | RW   | 31. Mai 1993      | 2015         | Pori, Finnland                               |
| 13  | Vereinigte Staaten | Cole Caufield         | RW   | 2. Januar 2001    | 2021         | Stevens Point, Wisconsin, USA                |
| 77  | Kanada             | Kirby Dach            | C    | 21. Januar 2001   | 2022         | St. Albert, Alberta, Kanada                  |
| 28  | Vereinigte Staaten | Christian Dvorak      | LW   | 2. Februar 1996   | 2021         | Mokena, Illinois, USA                        |
| 71  | Kanada             | Jake Evans            | C    | 2. Juni 1996      | 2018         | Toronto, Ontario, Kanada                     |
| 11  | Kanada             | Brendan Gallagher – A | RW   | 6. Mai 1992       | 2011         | Edmonton, Alberta, Kanada                    |
| 92  | Finnland           | Patrik Laine          | RW   | 19. April 1998    | 2024         | Tampere, Finnland                            |
| 15  | Kanada             | Alex Newhook          | C    | 28. Januar 2001   | 2023         | St. John’s, Neufundland und Labrador, Kanada |
| 55  | Kanada             | Michael Pezzetta      | LW   | 13. März 1998     | 2018         | Toronto, Ontario, Kanada                     |
| 20  | Slowakei           | Juraj Slafkovský      | LW   | 30. März 2004     | 2022         | Košice, Slowakei                             |
| 14  | Kanada             | Nick Suzuki – C       | C    | 10. August 1999   | 2018         | London, Ontario, Kanada                      |

### Mannschaftskapitäne

#### NHA (1909–1917)
| Jahr      | Name                     |
| 1909–1910 | Jean-Baptiste Laviolette |
| 1910–1911 | Newsy Lalonde            |
| 1911–1912 | Jean-Baptiste Laviolette |
| 1912–1913 | Newsy Lalonde            |
| 1913–1915 | Jimmy Gardner            |
| 1915–1916 | Howard McNamara          |
| 1916–1917 | Newsy Lalonde            |

#### NHL (seit 1917)
| Jahr      | Name              |
| 1917–1922 | Newsy Lalonde     |
| 1922–1925 | Sprague Cleghorn  |
| 1925–1926 | Billy Coutu       |
| 1926–1932 | Sylvio Mantha     |
| 1932–1933 | George Hainsworth |
| 1933–1936 | Sylvio Mantha     |
| 1936–1939 | Babe Siebert      |
| 1939–1940 | Walter Buswell    |
| 1940–1948 | Toe Blake         |
| 1948      | Bill Durnan       |
| 1948–1956 | Émile Bouchard    |
| 1956–1960 | Maurice Richard   |
| 1960–1961 | Doug Harvey       |
| 1961–1971 | Jean Béliveau     |
| 1971–1975 | Henri Richard     |
| 1975–1979 | Yvan Cournoyer    |

| Jahr      | Name                         |
| 1979–1981 | Serge Savard                 |
| 1981–1989 | Bob Gainey                   |
| 1989–1990 | Chris Chelios Guy Carbonneau |
| 1990–1994 | Guy Carbonneau               |
| 1994–1995 | Kirk Muller                  |
| 1995      | Mike Keane                   |
| 1995–1996 | Pierre Turgeon               |
| 1996–1999 | Vincent Damphousse           |
| 1999–2009 | Saku Koivu                   |
| 2009–2010 | vakant                       |
| 2010–2014 | Brian Gionta                 |
| 2014–2015 | vier Assistenzkapitäne       |
| 2015–2018 | Max Pacioretty               |
| 2018–2022 | Shea Weber                   |
| seit 2022 | Nick Suzuki                  |

### Mitglieder der Hockey Hall of Fame
- Marty Barry
- Jean Béliveau
- Toe Blake
- Émile Bouchard
- Guy Carbonneau
- Chris Chelios
- Sprague Cleghorn
- Yvan Cournoyer
- Ken Dryden
- Dick Duff
- Bill Durnan
- Bob Gainey
- Herb Gardiner
- Bernie Geoffrion
- Doug Gilmour
- George Hainsworth
- Joe Hall
- Doug Harvey
- Aurèle Joliat
- Tom Johnson
- Elmer Lach
- Guy Lafleur
- Newsy Lalonde
- Jacques Laperrière

- Jack Laviolette
- Jacques Lemaire
- Frank Mahovlich
- Joe Malone
- Sylvio Mantha
- Dickie Moore
- Howie Morenz
- Buddy O’Connor
- Bert Olmstead
- Didier Pitre
- Jacques Plante
- Ken Reardon
- Mark Recchi
- Maurice Richard
- Henri Richard
- Larry Robinson
- Patrick Roy
- Serge Savard
- Steve Shutt
- Babe Siebert
- Pierre Turgeon
- Rogatien Vachon
- Georges Vézina
- Shea Weber
- Gump Worsley

### Gesperrte Trikotnummern
| Nr. | Name             | Sperrungsdatum    |
| 1   | Jacques Plante   | 7. Oktober 1975   |
| 2   | Doug Harvey      | 26. Oktober 1985  |
| 3   | Émile Bouchard   | 4. Dezember 2009  |
| 4   | Jean Béliveau    | 9. Oktober 1971   |
| 5   | Bernie Geoffrion | 11. März 2006     |
| 5   | Guy Lapointe     | 8. November 2014  |
| 7   | Howie Morenz     | 2. November 1937  |
| 9   | Maurice Richard  | 6. Oktober 1960   |
| 10  | Guy Lafleur      | 16. Februar 1985  |
| 12  | Dickie Moore     | 12. November 2005 |
| 12  | Yvan Cournoyer   | 12. November 2005 |

| Nr. | Name           | Sperrungsdatum             |
| 16  | Henri Richard  | 10. Dezember 1975          |
| 16  | Elmer Lach     | 4. Dezember 2009           |
| 18  | Serge Savard   | 18. November 2006          |
| 19  | Larry Robinson | 19. November 2007          |
| 23  | Bob Gainey     | 23. Februar 2008           |
| 29  | Ken Dryden     | 29. Januar 2007            |
| 33  | Patrick Roy    | 22. November 2008          |
| 99  | Wayne Gretzky  | 6. Februar 2000 (ligaweit) |

In ihrer Franchise-Geschichte haben die Montréal Canadiens bisher 15 Trikotnummern offiziell gesperrt, zuletzt im November 2014. Dies sind in der NHL mit Abstand die meisten. Zudem wird eine weitere offiziell nicht mehr vergeben.
Diese Rückennummern werden an keinen Spieler der Montréal Canadiens mehr vergeben und hängen als Banner im Centre Bell.
Bereits am 2. November 1937 wurde die Nummer 7 von Howie Morenz gesperrt, nachdem der damals 35-jährige Topscorer der Canadiens den Folgen einer Verletzung sechs Wochen später im Krankenhaus starb. 1960 wurde dieser Ehre auch Maurice Richard mit seiner Nummer 9 zuteil. In den 1970er Jahren ehrten die Canadiens drei Spieler aus der erfolgreichen Zeit der Original Six, zu denen 1985 zwei weitere hinzukamen.
Eine Reihe von Nummern wurden seit 2006 aus dem Umlauf genommen. Häufig suchten sich die Canadiens für den Tag der Zeremonie einen Spieltag aus, an dem der Kalendertag mit der zu sperrenden Rückennummer übereinstimmt.
Die Montréal Canadiens hängten 2005 zudem ein Banner mit den gesperrten Nummern 8 (Gary Carter), 10 (Andre Dawson und Rusty Staub) und 30 Tim Raines des 2005 nach Washington umgesiedelten Baseballteams Montreal Expos in das Centre Bell. In Washington wurden diese Nummern wieder freigegeben.
Die Rückennummer 99 ist generell in der NHL zu Ehren von Wayne Gretzky gesperrt worden.

### Top-10-Wahlrechte im NHL Entry Draft
| Name            | Jahr | Draft-Position |
| Réjean Houle    | 1969 | 1.             |
| Marc Tardif     | 1969 | 2.             |
| Ray Martyniuk   | 1970 | 5.             |
| Chuck Lefley    | 1970 | 6.             |
| Guy Lafleur     | 1971 | 1.             |
| Chuck Arnason   | 1971 | 7.             |
| Steve Shutt     | 1972 | 4.             |
| Michel Larocque | 1972 | 6.             |
| Dave Gardner    | 1972 | 8.             |
| Bob Gainey      | 1973 | 8.             |
| Cam Connor      | 1974 | 5.             |
| Doug Risebrough | 1974 | 7.             |
| Rick Chartraw   | 1974 | 10.            |
| Robin Sadler    | 1975 | 9.             |
| Mark Napier     | 1976 | 10.            |

| Name                | Jahr | Draft-Position |
| Dan Geoffrion       | 1978 | 8.             |
| Doug Wickenheiser   | 1980 | 1.             |
| Mark Hunter         | 1981 | 7.             |
| Petr Svoboda        | 1984 | 5.             |
| Shayne Corson       | 1984 | 8.             |
| Terry Ryan          | 1995 | 8.             |
| Mike Komisarek      | 2001 | 7.             |
| Andrej Kaszizyn     | 2003 | 10.            |
| Carey Price         | 2005 | 5.             |
| Alex Galchenyuk     | 2012 | 3.             |
| Michail Sergatschow | 2016 | 9.             |
| Jesperi Kotkaniemi  | 2018 | 3.             |
| Juraj Slafkovský    | 2022 | 1.             |
| David Reinbacher    | 2023 | 5.             |
| Iwan Demidow        | 2024 | 5.             |

Die Spieler der frühen Draftjahre 1963 bis 1968 sind hier nicht aufgeführt.

### Franchise-Top-Punktesammler
Die zehn besten Punktesammler in der Geschichte des Franchise bis zum Ende der regulären Saison 2024/25 und der Playoffs 2025.
Abkürzungen: Pos = Position, GP = Spiele, G = Tore, A = Vorlagen, Pts = Punkte, P/G = Punkte pro Spiel
| Name             | Pos | Saison          | GP   | G   | A   | Pts  | P/G  |
| Guy Lafleur      | RW  | 1971/72–1984/85 | 962  | 518 | 728 | 1246 | 1,30 |
| Jean Béliveau    | C   | 1952/53–1970/71 | 1125 | 507 | 712 | 1219 | 1,08 |
| Henri Richard    | F   | 1955/56–1974/75 | 1259 | 358 | 688 | 1046 | 0,83 |
| Maurice Richard  | RW  | 1942/43–1959/60 | 978  | 544 | 422 | 966  | 0,99 |
| Larry Robinson   | D   | 1972/73–1988/89 | 1202 | 197 | 686 | 883  | 0,73 |
| Yvan Cournoyer   | F   | 1963/64–1978/79 | 968  | 428 | 435 | 863  | 0,89 |
| Jacques Lemaire  | F   | 1967/68–1978/79 | 853  | 366 | 469 | 835  | 0,98 |
| Steve Shutt      | LW  | 1972/73–1984/85 | 871  | 408 | 368 | 776  | 0,89 |
| Bernie Geoffrion | RW  | 1950/51–1963/64 | 766  | 371 | 388 | 759  | 0,99 |
| Saku Koivu       | C   | 1995/96–2008/09 | 792  | 191 | 450 | 641  | 0,81 |

| Name             | Pos | GP  | G  | A   | Pts | P/G  |
| Jean Béliveau    | C   | 162 | 79 | 97  | 176 | 1,09 |
| Jacques Lemaire  | F   | 145 | 61 | 78  | 139 | 0,96 |
| Larry Robinson   | D   | 203 | 25 | 109 | 134 | 0,66 |
| Guy Lafleur      | RW  | 124 | 57 | 76  | 133 | 1,07 |
| Henri Richard    | F   | 180 | 49 | 80  | 129 | 0,72 |
| Yvan Cournoyer   | F   | 147 | 64 | 63  | 127 | 0,86 |
| Maurice Richard  | RW  | 133 | 82 | 44  | 126 | 0,95 |
| Bernie Geoffrion | RW  | 127 | 56 | 59  | 115 | 0,91 |
| Steve Shutt      | LW  | 96  | 50 | 48  | 98  | 1,02 |
| Dickie Moore     | LW  | 112 | 38 | 56  | 94  | 0,84 |

### TSN’s Ultimate Canadiens Team
Zum 100. Geburtstag der Canadiens im Jahr 2009 stellte der kanadische Fernsehsender TSN ein Team, bestehend aus 20 Spielern, zusammen. Im Gegensatz zur üblichen Vorgehensweise, die besten und bekanntesten Spieler in ein solches Team zu wählen, legte das entscheidende Gremium wert darauf, einen möglichst realistischen Kader mit entsprechenden Rollenspielern zusammenzustellen.
Das Team bestand aus insgesamt 20 von über 1.000 Spielern, die in den 100 Jahren des Bestehens für das franko-kanadische Franchise aufs Eis gegangen waren. Darunter befanden sich zwölf Stürmer verteilt auf vier Sturmreihen, sechs Verteidiger zu je drei Pärchen und zwei Torhüter. Des Weiteren durfte das Wahlgremium nur acht Mitglieder der Hockey Hall of Fame auswählen – aufgeteilt auf vier Stürmer, drei Verteidiger und einen Torwart. Dieser Regel fielen unter anderem Guy Lafleur, Henri Richard und Patrick Roy zum Opfer.
| Reihe | Stürmer         | Stürmer         | Stürmer         |
| 1     | Dickie Moore    | Jean Béliveau   | Maurice Richard |
| 2     | John Ferguson   | Saku Koivu      | Bobby Rousseau  |
| 3     | Bob Gainey      | Guy Carbonneau  | Claude Provost  |
| 4     | André Pronovost | Brian Skrudland | Jimmy Roberts   |

| Reihe | Verteidiger    | Verteidiger    |
| 1     | Doug Harvey    | Mike Komisarek |
| 2     | Larry Robinson | Serge Savard   |
| 3     | Ted Harris     | Craig Ludwig   |

| Torhüter        |
| Jacques Plante  |
| Michel Larocque |